# Nicolò Gallo

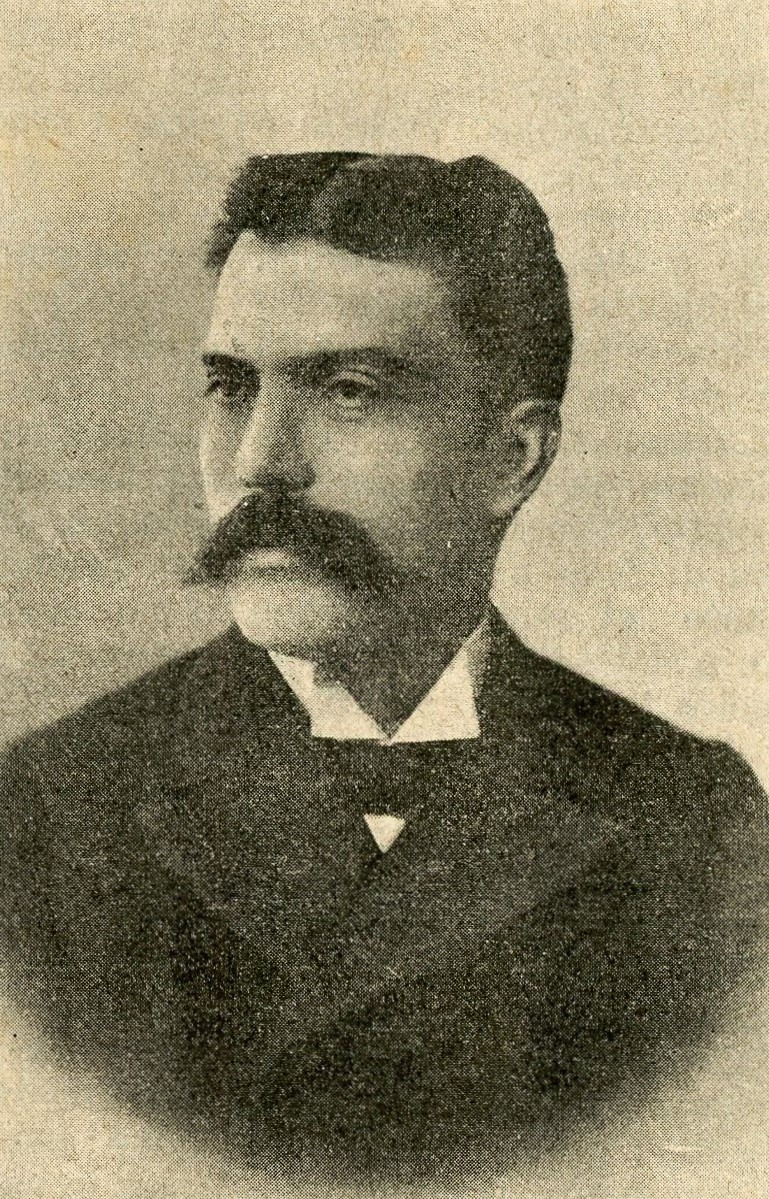
Nicolò Gallo

Nicolò Gallo, född 10 augusti 1849 i Agrigento, död 7 mars 1907 i Rom, var en italiensk politiker.
Gallo studerade estetik och juridik och var en av Italiens mest ansedda advokater, då han 1882 invaldes i deputeradekammaren, där han anslöt sig till Giuseppe Zanardellis vänstergrupp. Tillsammans med Zanardelli inträdde han i december 1897 i högerledaren Antonio di Rudinìs då ombildade koalitionsministär och var där undervisningsminister intill maj 1898. 
I november 1899 blev Gallo deputeradekammarens vicepresident, och i juni 1900 valdes han till dess president, men mottog ej valet, enär han ej lyckades träffa uppgörelse med radikalerna om upphörande av deras obstruktion. I stället ingick han samma månad såsom undervisningsminister i kabinettet Giuseppe Saracco och avgick med detta i februari 1901. 
Vid ministären Sidney Sonninos fall i maj 1906 blev Gallo justitieminister under Giovanni Giolitti och var en av de mest inflytelserike i dennes ministär. Bland annat undertryckte han en begynnande fackföreningsrörelse bland de lägre domarna och uppträdde med fasthet och moderation mot de från Frankrike i stort antal invandrande kongregationsmedlemmarna. 
Gallo skrev i sin ungdom ett par tragedier, och han författade även flera estetiska och juridiska arbeten av vetenskapligt värde.